# ون (ویرجینیای غربی)

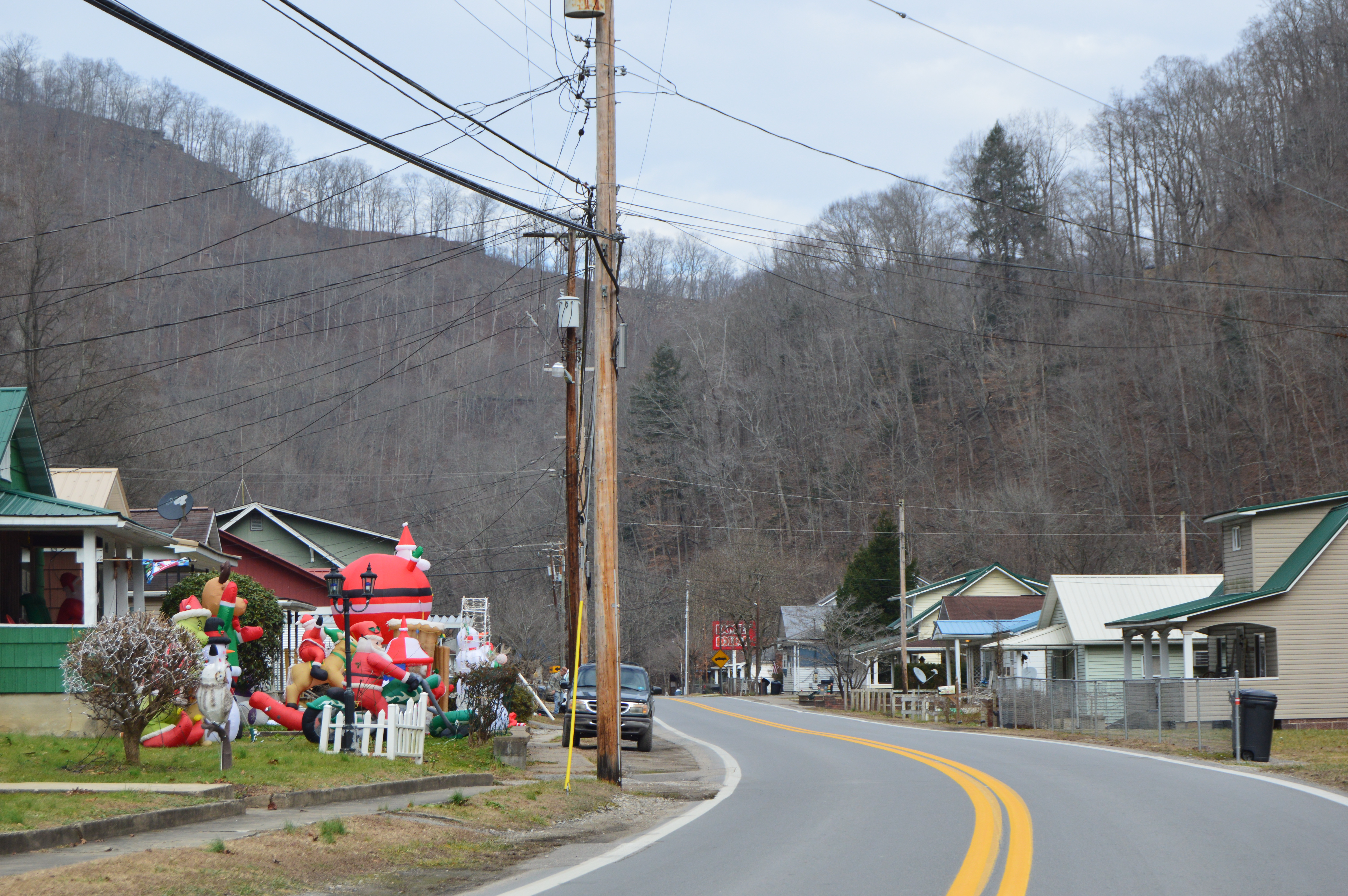
تصویری از شهر ون در ایالت ویرجینیای غربی

ون(به انگلیسی: Van) شهری در ایالت ویرجینیای غربی کشور ایالات متحده آمریکا است که جمعیت آن در سرشماری سال ۲۰۱۰ میلادی، ۲۱۱ نفر بوده‌است.